# Sečuánská univerzita
Sečuánská univerzita (čínsky v českém přepisu S’-čchuan ta-süe, pchin-jinem Sìchuān Dàxué, znaky zjednodušené 四川大学, tradiční 四川大學) je jedna z nejstarších univerzit v Číně. Sídlí v Čcheng-tu, hlavním městě provincie S’-čchuan, a podle Šanghajského žebříčku byla v roce 2010 osmá nejlepší mezi čínskými univerzitami. Původní univerzita byla založena v roce 1896, dnes má přibližně 70 tisíc studentů a 11 tisíc zaměstnanců.
Mezi známé absolventy patří například vojevůdce Ču Te, nebo tenistky Čeng Ťie a Jen C’.